# Polygonum crispatum
Polygonum crispatum är en slideväxtart som beskrevs av Charles Baron Clarke. Polygonum crispatum ingår i släktet trampörter, och familjen slideväxter. Inga underarter finns listade i Catalogue of Life.